# Macchina frigorifera
1. condensatore,
2. valvola di espansione,
3. evaporatore,
4. compressore.

Diagramma del ciclo termico a compressione:
- condensatore,
- valvola di espansione,
- evaporatore,
- compressore.

Una macchina frigorifera è un tipo di macchina termica del tipo macchina operatrice che assorbe un tipo di energia (meccanica o termica) per trasferire calore nel verso opposto al flusso naturale, cioè consente di mantenere in un Sistema termodinamico una temperatura minore della temperatura dell'esterno attraverso un ciclo frigorifero spostando calore dal termostato a bassa temperatura verso il termostato ad alta temperatura. L'energia meccanica può essere ottenuta a sua volta a partire da energia elettrica a mezzo di un motore collegato a esso.
A seconda del tipo di ciclo frigorifero adottato e dei particolari accorgimenti tecnici impiegati per adattare la macchina alle esigenze dell'utenza, la macchina frigorifera può assumere configurazioni assai diverse.
Si differenziano in base al ciclo usato e vi sono diverse tipologie di macchina frigorifera:
- a compressione (di vapore o aria) usante il ciclo di Kelvin
- ad assorbimento (a gas o con scarti termici) usante il ciclo di Carrè
- di Stirling (funzionamento inverso del motore a combustione esterna)

## Descrizione
Il trasferimento di calore avviene tramite un fluido refrigerante, che viene sottoposto (in fasi differenti del ciclo termico) a variazioni di pressione, temperatura e cambiamento di fase (liquido o aeriforme).
Il tipo più comune di macchina frigorifera è quella a compressione, composta dalle seguenti parti:
- Compressore dinamico: è l'elemento che somministra energia al sistema. Nel compressore il fluido refrigerante, sotto forma di gas, aumenta la propria pressione.
- Condensatore: il condensatore consiste in uno scambiatore di calore, nel quale il calore assorbito viene dissipato; nel condensatore si assiste al cambiamento di fase del refrigerante, che passa dallo stato gassoso allo stato liquido.
- Espansore: la pressione del liquido (e conseguentemente la sua temperatura) viene abbassata drasticamente in prossimità dell'espansore, che può essere costituito da una turbina od una valvola di espansione (o, meglio, valvola di laminazione).
- Evaporatore: il refrigerante in condizioni di bassa pressione e temperatura attraversa l'evaporatore, che è anch'esso (come il condensatore) uno scambiatore di calore, che assorbe il calore dall'ambiente. Il refrigerante liquido, attraversando l'evaporatore, assorbe calore dall'esterno e si trasforma in gas.

Nel condensatore e nell'evaporatore il calore viene scambiato sotto forma di calore latente di evaporazione.